# 앤 메라
앤 미라(Anne Meara, 영어 발음: /ˈmɪərə/, 1929년 9월 20일 ~ 2015년 5월 23일)는 미국의 희극인, 배우이다. 남편 제리 스틸러와 함께 "스틸러 앤드 미라"라는 코미디 듀오를 꾸려 1960년대에 큰 인기를 끌었다. 배우 겸 영화 감독 벤 스틸러와 배우 에이미 스틸러의 어머니이다.

## 출연 작품

### 영화
- 브라질에서 온 소년 (1978)
- 페임 (1980)
- 사랑의 기적 (1990)
- 청춘 스케치 (1994)
- 디즈니 캠프 (1995)
- 이중 노출 (1995)
- 쥬랜더 (2001)
- 라이크 마이크 (2002)
- 박물관이 살아있다! (2006)

### 텔레비전
- 새터데이 나이트 라이브 (1987)
- 외계인 알프 (1987-89)
- 제시카의 추리극장 (1988-93)
- 올 마이 칠드런 (1992-99)
- 머피 브라운 (1994)
- 오즈 (1999-02)
- 킹 오브 퀸즈 (1999, 2003-07)
- 에드 (2001)
- 섹스 앤 더 시티 (2002-04)

### 연극
- 당신 뜻대로 (1958)
- 로미오와 줄리엣 (1988)
- 애나 크리스티 (1993)

### 라디오
- I'd Rather Eat Pants: 내셔널 퍼블릭 라디오 (2002)